# 만체고 치즈
만체고 치즈(스페인어: queso manchego 케소 만체고[*])는 스페인의 라만차 지역에서 생산되는 양젖 치즈이다. 만체가(manchega) 품종 양의 젖으로 만든다.
농도는 매우 굳은 편이고 식감은 버터와 비슷하고 불규칙적하게 작은 공기구멍들이 있기도 하다. 치즈의 색깔은 흰색에서 아이보리-노란색까지 있으며, 먹을 수 없는 린드는 노란색에서 갈색-베이지색까지 있다.
이 치즈는 잘 숙성되었지만 지나치게 강렬하지는 않은 특유의 풍미가 있다. 크리미하고 자극이 세지만 식욕을 돋우는 맛이며, 양젖 특유의 뒷맛을 느낄 수 있다.
queso manchego(스페인어: 만체고 치즈)라는 명칭은 스페인 정부의 분류 규제 시스템인  denominación de origen(원산지 지정)에 의해 보호받고 있으며, 유럽연합의 원산지 보호 시스템(PDO)에 보증된 치즈이다.